# Saroma-See
Der Saroma-See (jap. サロマ湖, Saroma-ko) ist der drittgrößte Binnensee Japans und der größte auf der Insel Hokkaidō. Er liegt in der Unterpräfektur Okhotsk. Vom Ochotskischen Meer trennt ihn eine 20 km lange Nehrung; wegen einer Öffnung in dieser ist das Wasser brackig.
Seit 1986 findet am Ufer des Sees der Saroma-See-100-km-Ultramarathon statt.